# High Speed Inter-Chip Interface
 (juin 2015).
 (juillet 2017).
Si vous disposez d'ouvrages ou d'articles de référence ou si vous connaissez des sites web de qualité traitant du thème abordé ici, merci de compléter l'article en donnant les références utiles à sa vérifiabilité et en les liant à la section « Notes et références ».
High-Speed Inter-Chip USB est un supplément à la norme USB 2.0.

## Spécifications techniques
HSIC a été conçu pour remplacer le PHY et le câble de l'USB standard par une interface optimisée pour les circuits imprimés.

### Caractéristiques générales
- Débit unique de 480 Mbit/s[1] (haute vitesse ou High Speed) (soit 60 Mo/s).
- Niveaux des signaux en LV-CMOS 1.2V.
- Piste de 10 cm maximum entre l'hôte et le périphérique.
- Pas de support Plug and Play[2].
- Conçu pour des applications basse consommation.